# Tamara Rylova
Tamara Nikolajevna Rylova (ryska: Тамара Николаевна Рылова), född 1 oktober 1931 i Vologda, död 1 februari 2021, var en rysk skridskoåkare som tävlade för Sovjetunionen.
Rylova blev olympisk bronsmedaljör på 1 000 meter vid vinterspelen 1960 i Squaw Valley.